# Ulrik Kirkely
Ulrik Kirkely Hansen (* 5. Januar 1972) ist ein dänischer Handballtrainer und ehemaliger Handballspieler.
Er spielte zuletzt bei GOG Svendborg TGI. Er war Spielertrainer bei Tved und Assistenztrainer bei Faaborg HK sowie Trainer bei GOG Svendborg TGI und Team Sydhavsøerne.
Ab Januar 2010 trainierte Kirkely die Männer-Handballnationalmannschaft von Bahrain. Mit dieser erreichte er die Teilnahme an der Weltmeisterschaft 2011; Bahrain nahm damit zum ersten Mal an einer Weltmeisterschaft teil. Aufgrund der politischen Unruhen im Bahrain legte er im Mai 2011 sein Amt nieder. Ab der Saison 2011/12 trainierte er den dänischen Erstligisten KIF Vejen. Im November 2011 beendete Kirkely seine Trainertätigkeit bei KIF Vejen und übernahm die Saudi-arabische Männer-Handballnationalmannschaft. Anschließend wurde er erneut Trainer der bahrainischen Auswahlmannschaft. Am 1. September 2012 übernahm er zusätzlich das Amt des Co-Trainers der dänischen Frauen-Handballnationalmannschaft. Dieses Engagement beendete er im Januar 2015. Im Februar 2015 übernahm er das Traineramt des dänischen Erstligistens Randers HK. In der Saison 2015/16 trainierte er den HC Odense. Nachdem Jan Pytlick im Sommer 2016 das Traineramt von Odense übernommen hatte, wurde Kirkely Co-Trainer. Zusätzlich übernahm er 2016 das Traineramt der japanischen Frauen-Handballnationalmannschaft. Nach der Saison 2016/17 beendete Kirkely seine Tätigkeit in Odense. Ab der Saison 2020/21 bis zum Saisonende 2022/23 trainierte er wieder Odense Håndbold. Unter seiner Leitung gewann Odense 2021 und 2022 die dänische Meisterschaft sowie 2020 den dänischen Pokal. Bis zu den Olympischen Sommerspielen in Tokio wird er weiterhin als Nationaltrainer der japanischen Auswahl fungieren.
Kirkely trainierte zwischen Juli 2023 und März 2024 den ungarischen Erstligisten Győri ETO KC. Im September 2024 übernahm er das Traineramt der dänischen Juniorennationalmannschaft.
Vor der Übernahme des Traineramtes in Bahrain war er Produktionsleiter bei SvendborgTryk.